# Belfast Chess Club
Belfast Chess Club – północnoirlandzki klub szachowy z siedzibą w Belfaście, szesnastokrotny zdobywca Ulster Trophy.

## Historia
Klub powstał w 1840 roku. W 1887 roku rozegrał mecz towarzyski z Dublin Chess Club. Klub uczestniczył w pierwszej edycji Ulster Trophy, fundując ponadto w 1894 roku trofeum Silver King, przeznaczone dla zwycięzcy rozgrywek. Klub szesnastokrotnie (1897–1900, 1903, 1908–1910, 1923, 1926–1927, 1930–1931, 1935, 1948, 1952) wygrał trofeum. Klub został rozwiązany na początku lat 70.